# Pelée (gora)
Pelée (francosko Montagne Pelée, »Plešasta gora«) je aktiven ognjenik na severnem delu francoskega departmaja Martinik v Karibih. Je stratovulkan, njegov vrh pa je sestavljen iz plasti vulkanskega prahu in strjene lave.
Pelée je s svojo zadnjo erupcijo leta 1902 povzročil največjo vulkansko naravno katastrofo 20. stoletja. Zahteval je med 26.000 in 36.000 žrtev in uničil mesto Saint-Pierre, Martinik.